# Nereta
Nereta (deutsch: Nerft) ist ein Ort und eine Gemeinde (Neretas pagasts) im Süden Lettlands, gelegen in Semgallen an der Dienvidsusēja und in der Nähe der Grenze zu Litauen.

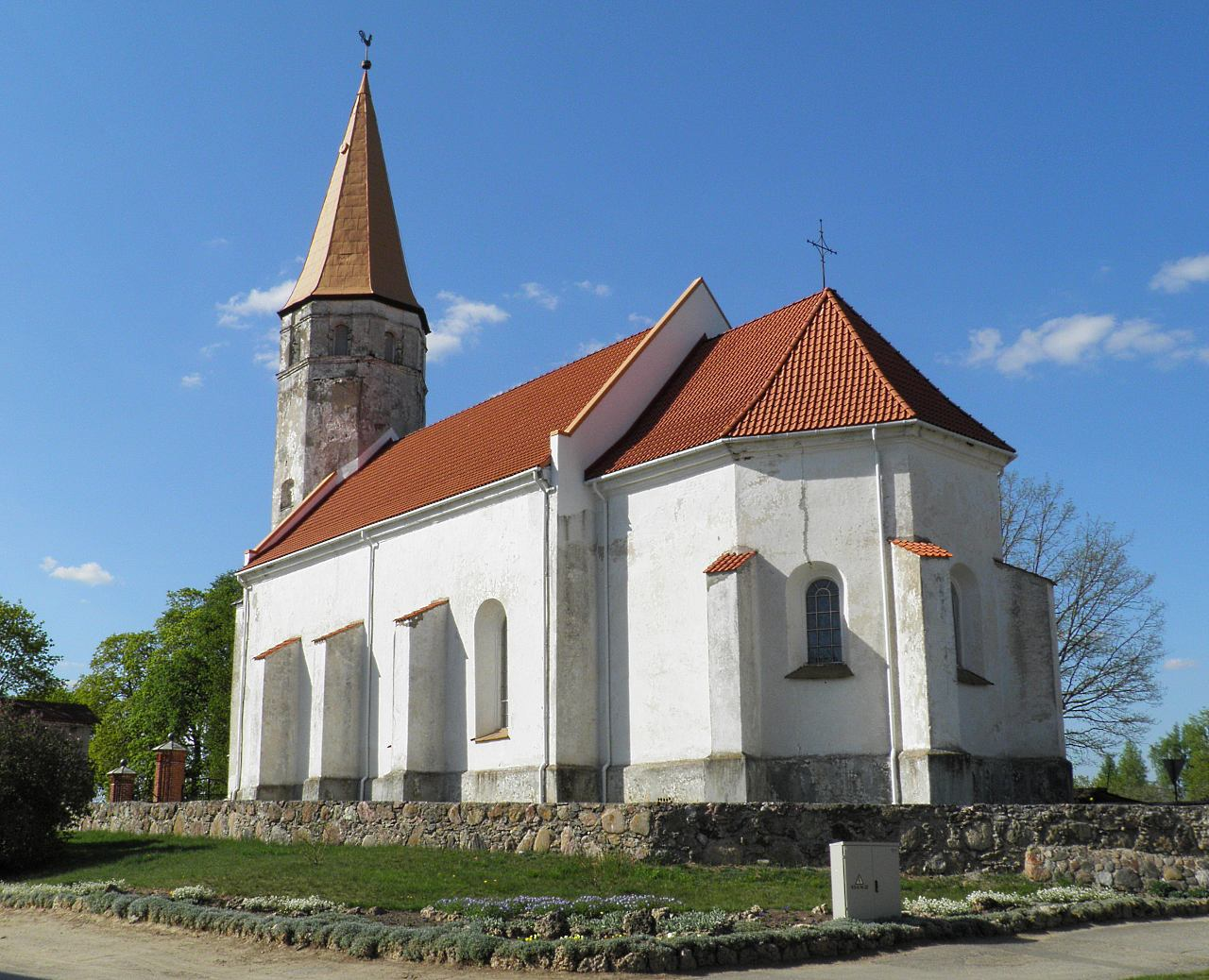
Lutherische Kirche Nereta

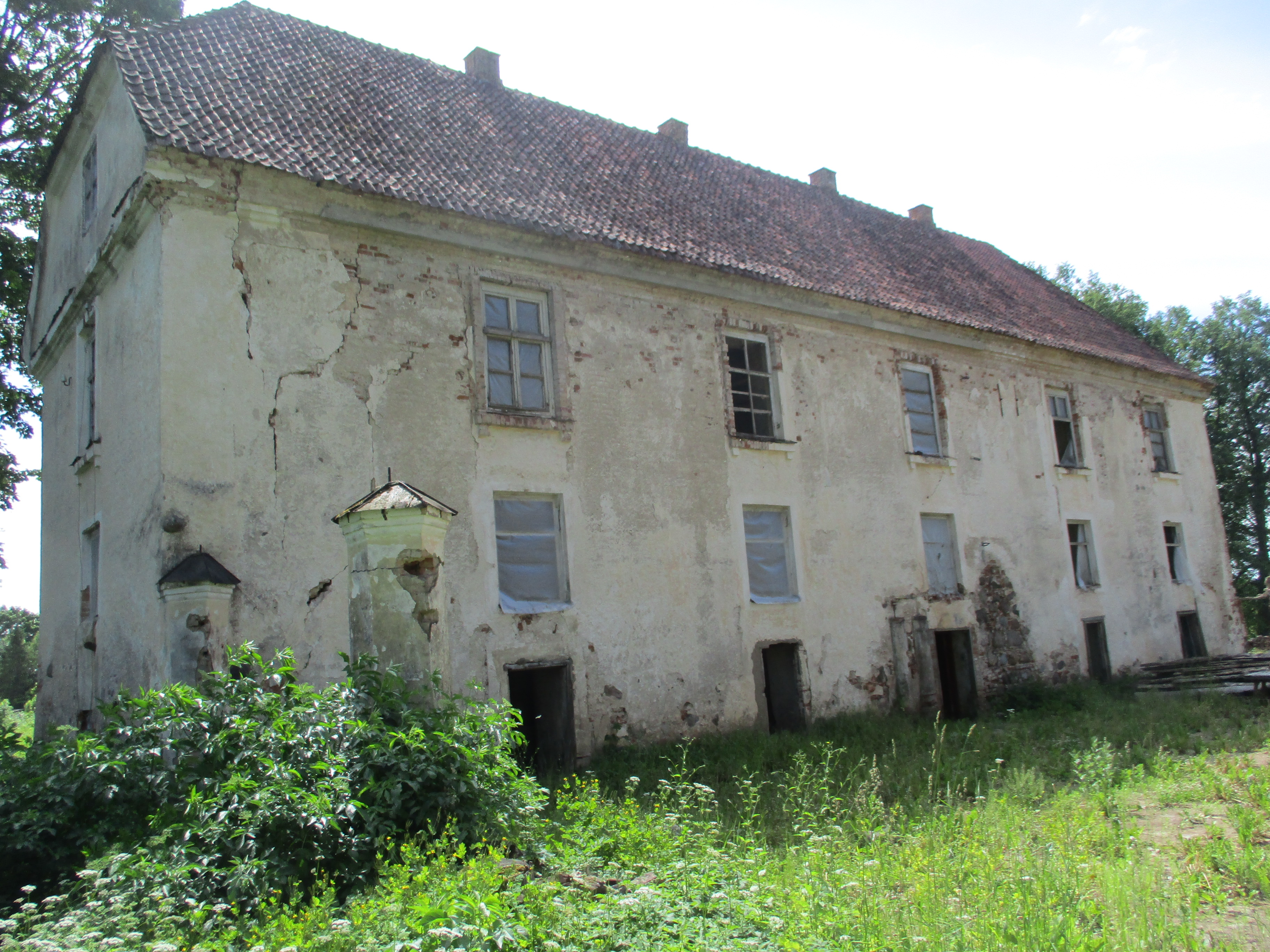
Herrenhaus Nereta

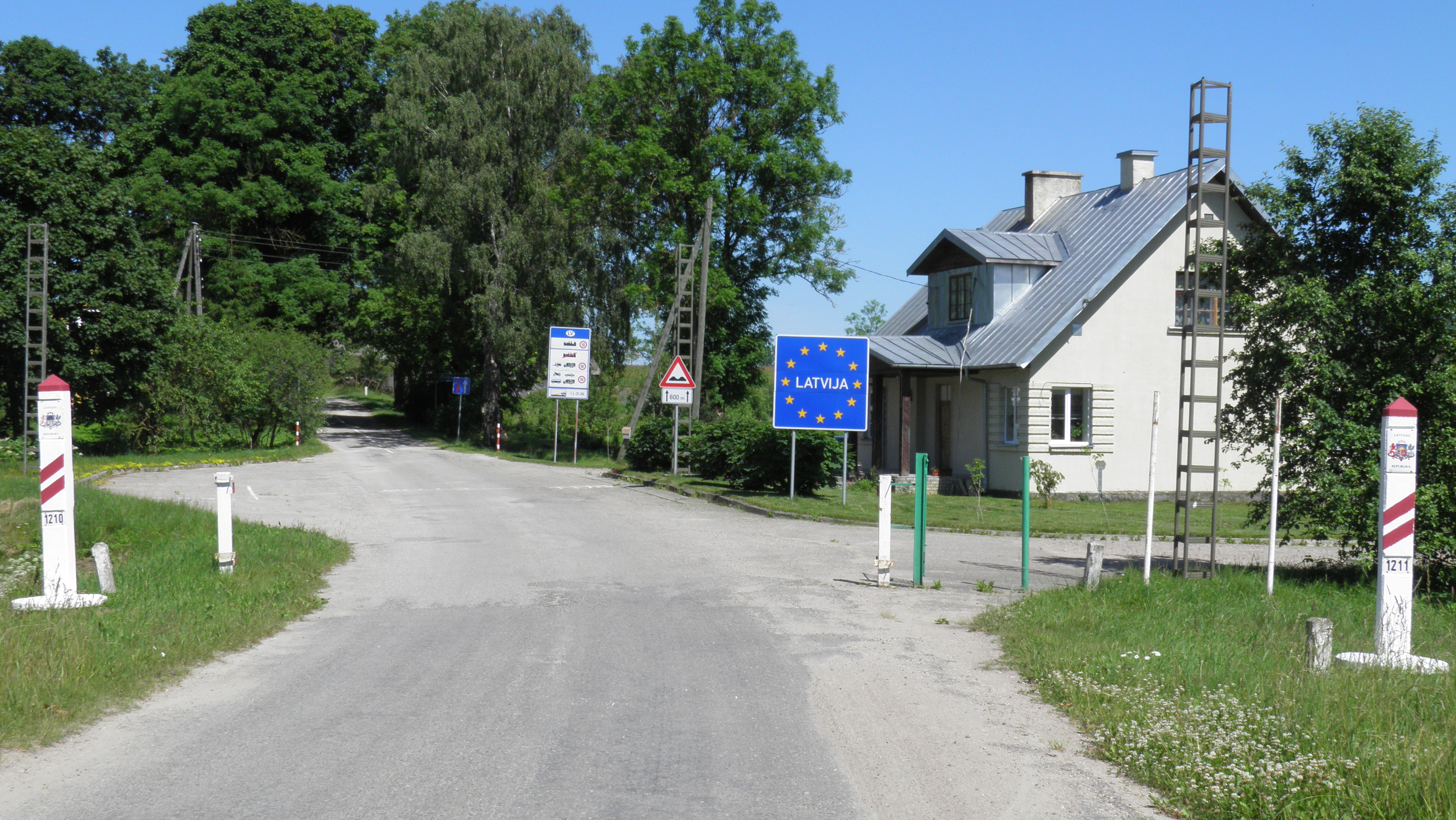
Die Grenze zu Litauen an der P75 bei Nereta

## Gemeindegliederung
Die größten Siedlungen der Gemeinde sind neben Nereta als Gemeindezentrum Neretaslauki und Svajāni.

## Geschichte
Nereta wurde erstmals 1298 schriftlich erwähnt. 1711 war der Ort infolge der Pest ausgestorben. Nördlich des Gutshofs Nerft bildete sich die heutige Ortschaft. Hier befinden sich ausgedehnte Moorlandschaften.
Die Evangelisch-Lutherische Kirche von Nereta wurde von 1584 bis 1593 erbaut
Etwa 6 km südlich von Nereta liegt in der Nähe von Neretaslauki unmittelbar an der Grenze zu Litauen der Gutshof Nerft (Neratas muižas pils), dessen Herrenhaus aus dem 16. Jahrhundert erhalten ist.
Seit 2009 bestand der Bezirk Nereta (Neretas novads) als Verwaltungsgemeinschaft der Gemeinden Nereta, Mazzalvas, Pilskalne und Slave, der 2021 im neuen Bezirk Aizkraukle aufging.